# Live in Prowinzz
 (décembre 2024).
Si vous disposez d'ouvrages ou d'articles de référence ou si vous connaissez des sites web de qualité traitant du thème abordé ici, merci de compléter l'article en donnant les références utiles à sa vérifiabilité et en les liant à la section « Notes et références ».

Live In Prowinzz est un album live des Leningrad Cowboys sorti en 1993.

## Titres
1. Säkkijärven Polkka
2. Back In The USSR
3. Fat Bob Dollop
4. Chasing The Light
5. Katjusha
6. The Way I Walk
7. Lija Linanow
8. Thru The Wire
9. Sabre Dance
10. Elvis Show / Trouble
11. Kasakka
12. L.A. Woman
13. I'm Gonna Roll
14. Born to Be Wild
15. Those Were The Day
16. Tequila
17. Proud Mary
18. Sally Is Something Else
19. These Boots